# Piovera (Madrid)
La Piovera es un barrio perteneciente al distrito de Hortaleza, en la ciudad de Madrid. Su población es de 13.740 habitantes.

## Historia
Antiguamente el área se habría denominado barrio de Portugalete Panderón, tomando el nombre de su entonces propietario, el Marqués de Portugalete. 
Tomaría su nombre actual de una antigua propiedad denominada la Quinta o Finca "de la Piovera" sita en este paraje.
A principios del siglo XX La Piovera era un área muy poco poblada, sus tierras fundamentalmente dedicadas al cultivo, encontrándose edificios destinados a usos agrícolas.

## Arquitectura y urbanismo
El barrio es un área que ha crecido de forma poco ordenada, y por fases, con edificaciones de muy diferentes características y densidades. En algunos lugares completamente faltos de coordinación entre sí, pudiéndose encontrar chalets individuales junto a edificios en altura.
En este barrio, se encuentra un amplio abanico de servicios como centros comerciales (El Corte Inglés del Campo de las Naciones) o colegios (Colegio Santa María de la Hispanidad, Colegio Bristol).

## Transporte
Piovera carece de estaciones de metro, siendo la más cercana la estación de Canillas de la línea 4.
Respecto a la EMT, tampoco tiene servicio dentro del barrio, aunque si posee conexión en los bordes del mismo. Por la Avenida de Machupichu tiene conexión con las líneas 112, 122 y 153. Por la Avenida de los Andes también circula la línea 104. Por el lado norte, en la calle de Silvano, efectúa su recorrido la línea 120. Además, por la carretera A-2 también circulan las líneas 114 (esta solo en sentido norte, hacia el barrio del Aeropuerto) y 115. Además, varios autobuses interurbanos procedentes de Alcalá de Henares, Torrejón de Ardoz, Coslada, San Fernando de Henares y otros municipios también efectúan parada en la A-2 para continuar trayecto al intercambiador de Avenida de América.